# Equetus punctatus
Equetus punctatus es una especie de pez de la familia Sciaenidae en el orden de los Perciformes.

## Morfología
Los machos pueden llegar alcanzar los 27 cm de longitud total.

## Alimentación
Come de noche cangrejos, gambas y poliquetos.

## Hábitat
Es un pez de mar de clima tropical(32°N-33°S) y asociado a los  arrecifes de coral que vive entre 3-30 m de profundidad

## Distribución geográfica
Se encuentra en el Océano Atlántico occidental: desde Bermuda, Florida (los Estados Unidos) y Bahamas hasta las Antillas y, también, desde el Yucatán (México) hasta el Brasil .